# Nivernais (cheval)
Vous lisez un « article de qualité » labellisé en 2011.
Pour les articles homonymes, voir Nivernais (homonymie).
Le cheval nivernais est un grand et puissant cheval de trait de couleur noire, créé comme race par le comte de Bouillé à partir de 1872 dans la Nièvre, afin d'obtenir une bête apte aux travaux agricoles. Il insiste pour que les éleveurs du pays croisent leurs rustiques juments morvandelles avec des étalons percherons, toujours noirs. La race est reconnue en 1880. Dès la fin du XIXe siècle, l'élevage de ce cheval remplace celui du bidet du Morvan. Les éleveurs affrontent tour à tour l'hostilité de l'administration des haras quant à la reconnaissance de la race, la concurrence du percheron pour les exportations aux États-Unis, puis celle des chevaux de trait ardennais et auxois pour le travail agricole durant l'entre-deux-guerres.
L'élevage du nivernais pour l'agriculture dure jusqu'aux années 1950 dans la région nivernaise, mais la motorisation provoque la disparition rapide de la plupart des effectifs. En 1966, le registre d'élevage du nivernais est fusionné avec celui du trait percheron et cet animal, qui n'est désormais plus considéré comme une race distincte par l'administration des haras, vient à être menacé de disparition. Des initiatives publiques, comme celles du parc naturel régional du Morvan qui fait appel à l'ethnologue Bernadette Lizet, et privées, se mettent en place dans les années 1980 pour le sauver. Le type du cheval nivernais, devenu celui d'un percheron noir élevé dans la Nièvre, demeure rarissime et n'est plus reconnu malgré les demandes répétées de ses éleveurs pour lui faire retrouver un statut de race.
Ce grand cheval noir, historiquement voué à l'agriculture, a peut-être un avenir dans le débardage des zones boisées et le tourisme équestre attelé. Il participe à des reconstitutions folkloriques et diverses animations dans sa région d'origine, dont il est désormais indissociable.

## Histoire

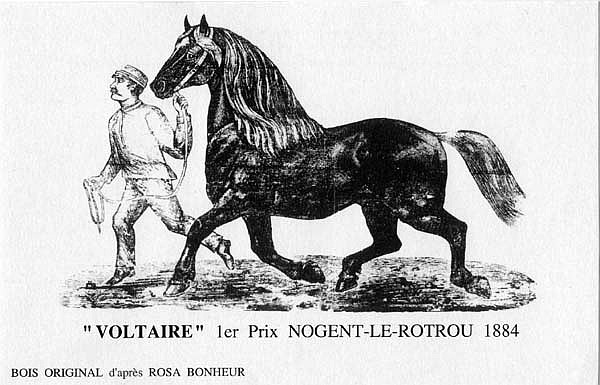
Portrait de Voltaire, un étalon percheron noir primé au concours de Nogent-le-Rotrou, par Rosa Bonheur en 1884. Ce type d'étalon est à l'origine de la race nivernaise.

Le trait nivernais est « inventé » à la fin du XIXe siècle, et n'est plus considéré comme une race depuis 1966.

### XIXesiècle
Nous avons créé la race blanche de l'espèce bovine, nous devons créer la race de trait noire de l'espèce chevaline.
La race nivernaise naît sous l'impulsion du maire de Nevers et surtout du président de la société d'agriculture de la Nièvre, le comte Charles de Bouillé, en 1872. Ils désirent obtenir un cheval de gros trait de couleur noire, et justifient ce choix par contraste avec les bovins charolais, qui portent une robe claire. Le cheval de trait remplace alors lentement le bœuf pour la traction agricole, et fait figure de modernisation. Les riches pâturages du Morvan, associés à la nature du sol, favorisent l'émergence d'une race à forte carrure. La jumenterie locale, surtout composée de bêtes rustiques à la robe majoritairement noire, est croisée avec de bons étalons percherons de la même couleur, importés et introduits par le comte de Bouillé aux frais de la société d'agriculture de la Nièvre,. Le cheval nivernais est hautement influencé par le percheron, alors utilisé en croisement pour améliorer bon nombre de races de trait. Les poulains nés sur place sont ensuite sélectionnés « dans l'indigénat » pour perpétuer la race, et vingt ans plus tard, le projet du comte de Bouillé est couronné de succès, la création d'une race de trait nationale est revendiquée dans la Nièvre,. L'élevage du cheval nivernais peine d'abord à s'implanter en raison de la forte tradition d'élevage bovin charolais et de traction bovine dans une région qui laisse peu de place au cheval.
Au même moment, les Américains importent massivement de lourds et puissants chevaux de trait afin d'améliorer leur propre jumenterie, et achètent ces animaux à prix d'or à l'expresse condition qu'ils possèdent des papiers d'origine. L'époque est favorable à la notion de généalogie et de « sang ». C'est pourquoi, le 28 janvier 1880 (ou le 29 mai 1880 selon Marcel Mavré) et sous l'influence des Américains, la société d'agriculture de la Nièvre décide d'ouvrir un livre généalogique, le premier pour une race chevaline française. Cette reconnaissance favorise l'encadrement des éleveurs locaux, qui se lancent dans la production de bêtes de concours. Le berceau d'élevage de la « race noire » est originellement la Nièvre, puis ce cheval se répand dans l'Allier, le Cher, l'Indre et en Saône-et-Loire, malgré un conflit incessant avec l'administration des haras qui refuse longtemps toute reconnaissance officielle. En 1895, à la suite de réductions de subventions, le système d'encouragement des éleveurs nivernais disparait.
L'identité du cheval nivernais « se construit dans les conflits ». La « race noire » se diffuse en effet avant les chevaux ardennais et auxois (la « race rouge »), qui entrent en concurrence sur le marché du cheval de trait au XXe siècle.

### De 1900 à 1950

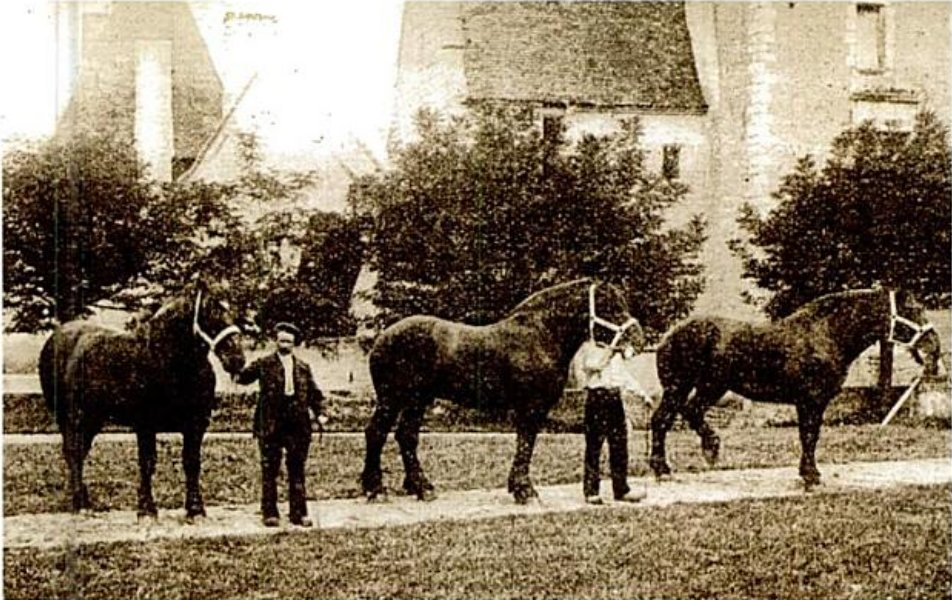
Groupe de chevaux Nivernais à l'élevage Laporte, en 1913.

Dans les années 1900, la robe noire du nivernais est favorable à ce dernier : les chevaux gris sont en effet fréquemment atteints de mélanomes, des tumeurs qui peuvent se révéler cancérigènes. C'est aussi une raison qui fait que les bouchers chevalins déprécient les chevaux gris, et que la société d'agriculture de la Nièvre continue à choisir des étalons noirs pour perpétuer la race.
En 1901, le syndicat des éleveurs nivernais commence à distribuer des primes aux meilleures juments et pouliches lors de son concours d'automne. En 1904, le trait nivernais participe à son premier concours officiel en tant que race contre des chevaux percherons, boulonnais et bretons. Les haras nationaux reconnaissent tardivement les qualités de la race, à laquelle ils attribuent la mauvaise réputation de consommer beaucoup de nourriture (ce qui est vrai, car plusieurs témoignages rapportent que pour un trait, le nivernais est un cheval de prix et de prestige, nécessitant une ration conséquente), d'être trop grande, peu énergique et de modèle critiquable.

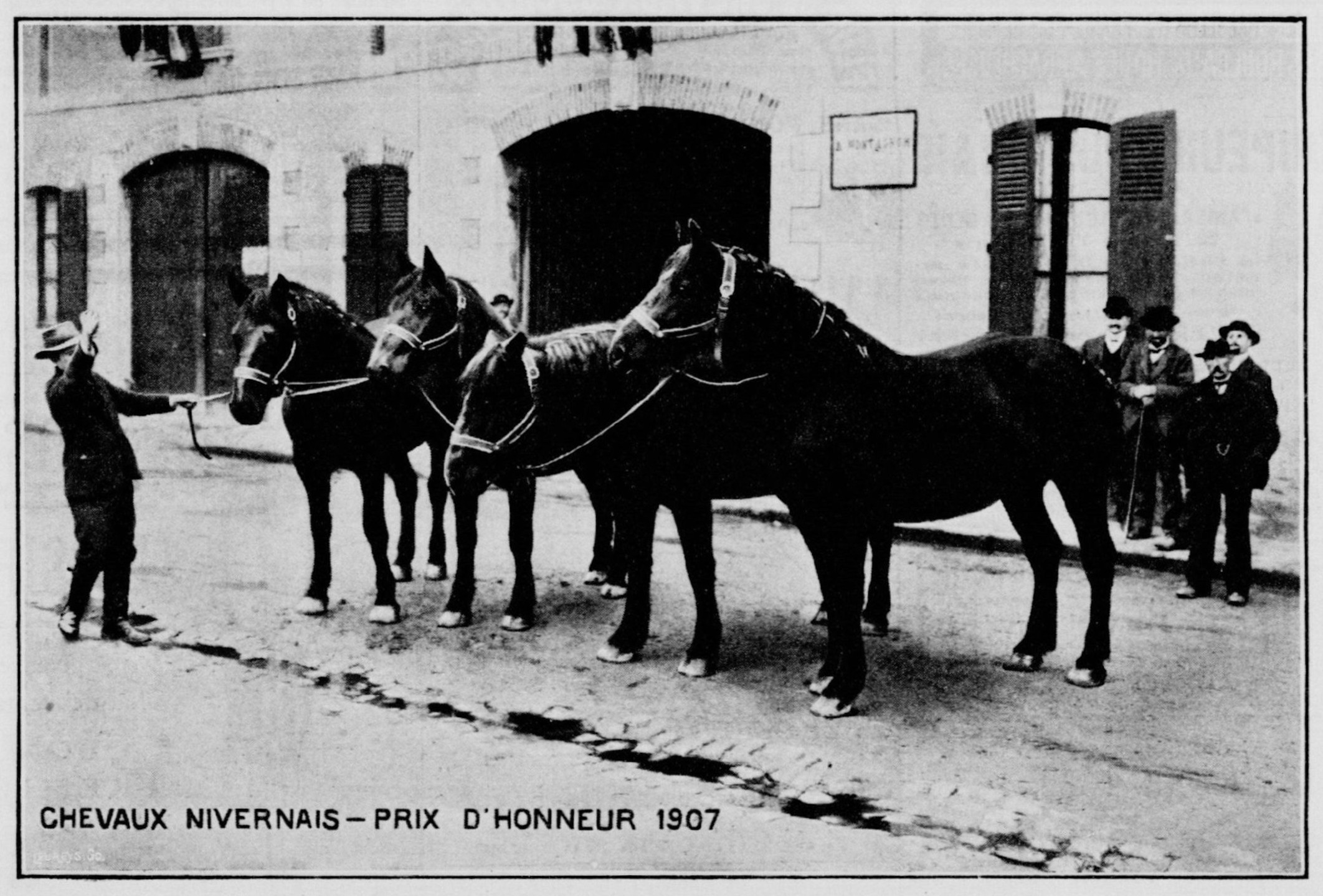
Ensemble de la race noire nivernaise de l'élevage Sonchon à Marzy, primé en 1907.

En 1910 et 1911, ils achètent pourtant trois étalons nivernais pour faire la monte dans les dépôts d'étalons. En 1914, le nivernais est reconnu comme « une race constituée par une famille percheronne acclimatée dans la Nièvre, sélectionnée sur la robe noire et ayant acquis, sous l'influence de l'indigénat, certains caractères qui la différencient des véritables percherons ». La taille des animaux, très élevée, est toujours supérieure à 1,65 m.

#### Exportations américaines
Au début du XXe siècle, aux États-Unis, le nivernais est importé parmi d'autres races de trait (notamment le percheron et le boulonnais), ces trois races formant la majorité des importations américaines) sous le nom de « cheval de trait français ». Ces chevaux sont enregistrés par l'Anglo-Norman Horse Association (ou National Norman Horse Association) à partir de 1876, association rebaptisée National French Draft Association en 1885. Elle déclare en 1876 que les races françaises sont essentiellement les mêmes, et doivent toutes être connues comme des « chevaux normands ». Elle déclare ensuite que tous les « chevaux normands » sont en fait des « percherons », indépendamment de leur lignée de sélection individuelle. Le but est de vendre les chevaux de trait de race aux utilisateurs américains à des prix plus élevés. Le Conseil de l'Agriculture de l'Illinois juge que seuls les percherons dont l'ascendance peut être prouvée devraient être enregistrés en tant que tels, et que toutes les autres races doivent être considérées séparément. Les éleveurs du Perche, voyant dans le cheval de la Nièvre une concurrence et dans les Américains recherchant des chevaux noirs une clientèle, se mettent à produire des percherons noirs en achetant des étalons nivernais au besoin, ce qui créé une concurrence et diminue la popularité de la race nivernaise à l'exportation, à la veille de la motorisation. Ce marché des exportations aux Américains disparait après la Première Guerre mondiale et la motorisation des transports outre-Atlantique.

#### Entre-deux-guerres
Le 31 décembre 1920, le stud-book du cheval nivernais est fermé aux croisements étrangers. Huit ans plus tard, il compte 5 628 chevaux inscrits. Durant l'entre-deux-guerres, le marché est favorable aux chevaux « rouges » (ardennais et auxois) qui se diffusent en Bourgogne par le nord-est. Le sud-ouest de la Nièvre forme le foyer de résistance de la « race noire » nivernaise,. La réputation du cheval nivernais est celle d'un animal au mauvais caractère, ce qui fait baisser les prix d'achat et rend la « race rouge » bien plus populaire,. Les éleveurs nivernais éduquent rarement leurs poulains, qu'ils laissent libres avec des bœufs charolais dont ils se nourrissent des refus d'herbes. Ainsi, au moment de la vente, les poulains nivernais sont indisciplinés et non dressés, au contraire des chevaux percherons, boulonnais ou bretons, habitués depuis leur plus jeune âge au contact de l'homme. Les éleveurs du nivernais subissent toujours la concurrence des éleveurs du percheron.

### Après 1945

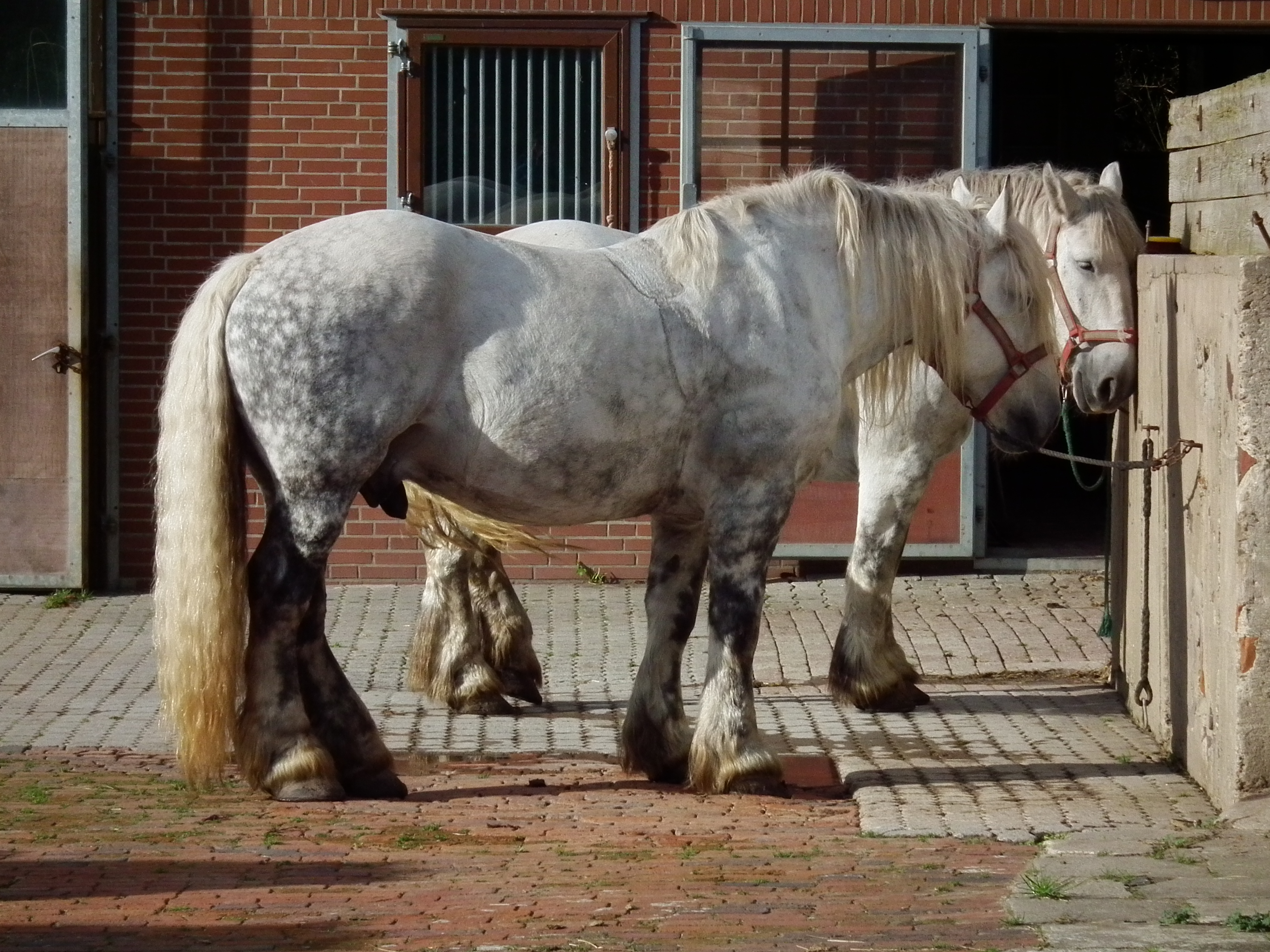
Percherons. Depuis 1966, le même stud-book répertorie les chevaux nivernais, de robe noire, et les percherons, généralement de robe grise comme ceux-ci.

Les restrictions en carburant durant la Seconde Guerre mondiale rendent le cheval indispensable. En 1946, dans le Bazois, l'élevage du cheval nivernais est toujours lucratif, mais secondaire. Les poulains sont vendus en novembre sur la foire de Tannay.
L'utilisation du cheval pour le transport a cessé complètement et l'animal de trait n'est plus utilisé qu'en agriculture, tandis que l'usage du tracteur agricole se généralise. La boucherie devenant la seule alternative pour les éleveurs de traits nivernais, ceux-ci, plutôt que de se spécialiser dans la production de bêtes à viande, revendent massivement leurs animaux aux abattoirs et s'orientent vers un autre type d'élevage. De ce fait, les années 1950 sont celles d'une très forte régression de l'élevage de chevaux nivernais. Pourtant, ce dernier est réputé dans la production bouchère pour la qualité de sa viande et sa robe foncée qui le prémunit des mélanomes, au contraire du percheron gris. Les éleveurs ne s'étant pas spécialisés dans la production de viande de cheval et la France étant devenue « l'un des pays les plus hippophages du monde » (120 000 tonnes de viande équine consommées en 1964), en 1967, les droits de douane sont supprimés pour l'importation de chevaux de boucherie vivants depuis les pays de l'Est, ce qui pousse encore davantage les éleveurs de chevaux de trait français à abandonner leur production.
Quelques érudits tel que le baron de Saint-Palais entreprennent des classifications des races de trait et rapprochent le nivernais du percheron. En 1966, le nivernais est désigné comme une « sous race dérivée du percheron » et englobé par la société hippique percheronne dans le livre de ce dernier, avec le trait du Maine, le berrichon et l'augeron. Il n'est dès lors plus officiellement considéré comme une race distincte, bien que ses éleveurs locaux continuent à le désigner comme tel.

#### Sauvegarde

Logo du parc naturel régional du Morvan, représentant un cheval Nivernais stylisé.

Les effectifs continuent à diminuer jusqu'en 1980, où le statut de cette population chevaline attire l'attention. Les concours de races ne voient plus défiler que quelques spécimens dont un certain nombre sont de robe grise (37 femelles et 26 mâles présentés en 1984). Les éleveurs ont la sensation de perdre leur identité régionale, le cheval nivernais semble sur le point de disparaître.
En 1982 et 1983, le parc naturel régional du Morvan décide la mise en place d'un programme de conservation du trait nivernais, considéré comme un patrimoine local lié à l'histoire de la région. Il contacte l'ethnologue Bernadette Lizet, qui entreprend de grandes recherches sur cette race jusqu'en 1989, et publie plusieurs travaux universitaires à ce sujet,, notamment grâce à ses rencontres avec les éleveurs sur des manifestations officielles. Le parc achète Hermine, une jument poulinière, alors que le marché du cheval de trait traverse sa pire période de crise. Seuls 80 individus potentiellement trait nivernais sont recensés l'année suivante, en 1984. Le capital génétique et l'aspect de patrimoine régional du trait nivernais, élevé depuis des générations par des passionnés malgré la faible rentabilité d'un tel élevage, et part importante de l'histoire de la région, sont mis en avant. Le parc fait de ce cheval noir son emblème ainsi que celui de la culture locale. En 1985, l'association Les Écuries du Morvan est formée par de jeunes agriculteurs du sud de la région qui reprennent l'élevage d'animaux de race et se mettent à organiser des fêtes avec des chevaux attelés à des traîneaux, des défilés, des concours hippiques et des scènes de débardage. Elle reçoit le soutien des haras nationaux, de l'office national des forêts et du parc naturel régional du Morvan, elle effectue aussi des formations. D'autres initiatives pour sauver la race voient le jour, comme celle des élèves du collège Henri Wallon de Varennes-Vauzelles qui désirent faire de ce cheval l'emblème de leur région en 1987. En 1988, un éleveur de nivernais se rend au salon international Euro-Cheval afin de faire connaitre ses animaux aux Japonais et aux Allemands, friands de chevaux noirs à queue longue.

#### Rapport de 1999
En 1999, la société hippique percheronne commande un rapport à propos de l'élevage du cheval nivernais, et en conclut le maintien du statut de « branche du Percheron » pour ce dernier : sur cent à cent vingt poulinières percheronnes inscrites dans le département de la Nièvre, la majorité sont de robe grise. Il n'existe quasiment plus de critères pour différencier le cheval de trait nivernais d'un percheron à la robe noire. À la suite des croisements avec le percheron depuis les années 1950, les animaux sont mélangés, ce qui signifie qu'il faudrait des années pour retrouver un berceau de race et un standard. Malgré tout, les éleveurs restent attachés à des animaux descendants de ceux des grands élevages de la fin du XIXe siècle et souhaiteraient toujours reconstituer la race nivernaise. Des représentants potentiels se trouvent dans certains élevages.

## Description

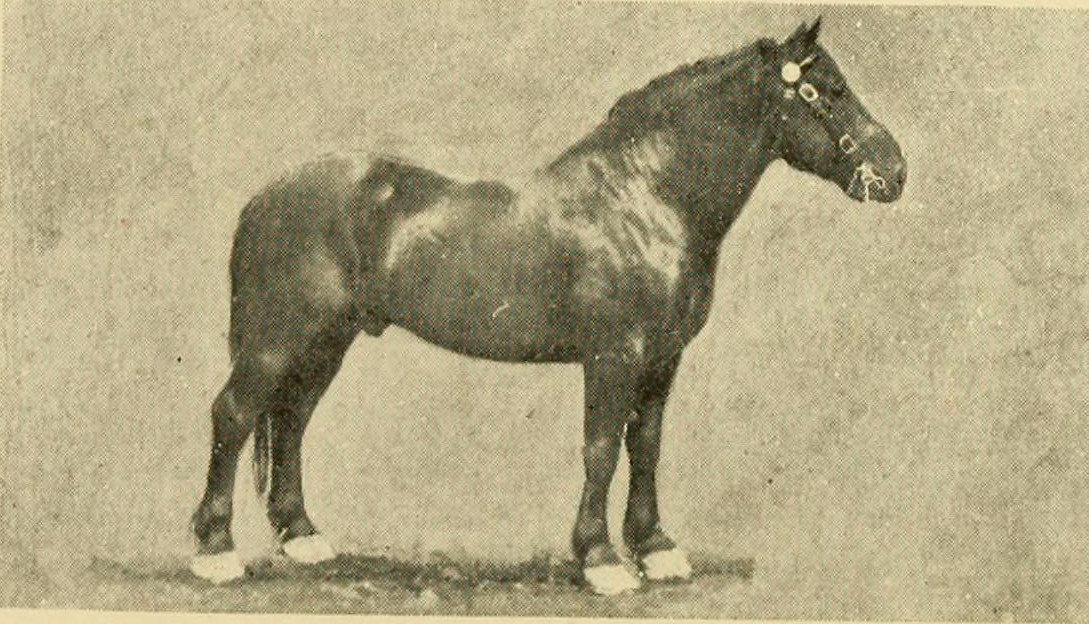
Étalon Nivernais dans Les races chevalines françaises et anglaises, paru en 1910

C'est l'un des chevaux de trait français les plus imposants et les plus lourds. Le journal d'agriculture pratique rapporte en 1924 qu'il toise en moyenne de 1,65 m à 1,75 m, jusqu'à 1,80 m, pour un poids de 800 à 900 kg en moyenne, pouvant atteindre 1 000 kg à trois ans. Seule est admise la robe noire, si l'on en croit le règlement d'inscription au stud-book en 1930 : tout poulain d'une autre couleur est automatiquement écarté. Il possède une tête moyenne à grosse, et un corps massif. C'est un cheval de gros trait, plutôt apathique. Il est très rustique grâce à son mode d'élevage extensif, la sélection des femelles reproductrices sur le caractère a peu à peu atténué les anciens défauts de la race.
Depuis sa fusion avec le cheval percheron, il ne possède plus de standard propre. L'appellation « Nivernais », non reconnue, fait désormais référence à un percheron de robe noire élevé dans la Nièvre.

## Utilisations
Le trait nivernais est principalement utilisé au débardage des zones boisées et au tourisme équestre attelé. Les compétitions de trait-tract japonaises étaient évoquées comme possible débouché en 1989, de même que les compétitions d'attelage. Le nivernais participe aussi à des reconstitutions folkloriques de travail agricole et de brasserie traditionnelle, sans doute favorisé par son aspect impressionnant. Les éleveurs de la Nièvre, qui constituent l'essentiel des éleveurs de chevaux nivernais, envisageaient quelques débouchés sur les marchés japonais et allemands où les chevaux noirs à queue longue sont recherchés pour des « shows ». Les éleveurs de trait ont depuis toujours des difficultés à vendre leurs poulains pour la viande et en 1999, les concours locaux et les carrousels constituent l'essentiel de leur activité. Les chevaux de la Nièvre étant peu recherchés pour cela, leur principal débouché demeure la boucherie. Quelques éleveurs se sont lancés dans l'attelage de découverte, par exemple à Decize. Le cheval s'est allégé au fil des ans, ce qui a conduit à des tentatives pour le faire évoluer vers de nouvelles utilisations.

## Diffusion de l'élevage
Les éleveurs de la Nièvre et le parc naturel régional du Morvan continuent à se référer au cheval nivernais comme à une race distincte, tandis que les haras nationaux et la FAO estiment que la race est désormais éteinte. Le Nivernais est mentionné comme éteint (statut « X ») sur l'évaluation de la FAO.

#### Études
- André Thuillier, Économie et société nivernaises au début du XIXe siècle, vol. 39 de Civilisations et sociétés, Paris, Mouton, 1974, 484 p. (présentation en ligne).
- Ghislaine Lachat, Le cheval de trait du Nivernais. Étude d'une population en voie de disparition, Dijon, mémoire de 3e année de l'E.N.I.T.A., 1985
- Bernadette Lizet, La bête noire: à la recherche du cheval parfait : France Mission du patrimoine ethnologique, Éditions MSH, 1989, 341 p. (ISBN 9782735103171, lire en ligne).
- collectif, Études rurales, Numéros 113 à 116, Mouton, 1989 (présentation en ligne)
- Marcel Mavré, Attelages et attelées : un siècle d'utilisation du cheval de trait, France Agricole Éditions, 2004, 223 p. (ISBN 978-2-855571157, lire en ligne).
- (en) Margaret Elsinor Derry, Horses in society: a story of animal breeding and marketing, 1800-1920, University of Toronto Press, 2006 (ISBN 0802091121, lire en ligne).

#### Articles
- Collectif, « Les chevaux de trait nivernais », Journal d'agriculture pratique, vol. 88,‎ 1924 (présentation en ligne)
- Maurice Wolkowitsch, « L'élevage dans le Bazois », Annales de Géographie, vol. 55, no 299,‎ 1946, p. 205-210
- « Nivernais », Cheval Magazine,‎ décembre 1987
- Bernadette Lizet, « Le sang sous la masse, enjeux de l'émergence d'une race chevaline de gros trait dans la Nièvre », Terrain, Ministère de la culture / Maison des sciences de l’homme, no 10,‎ avril 1988, p. 8-22 (lire en ligne)
- Yves Monnier, « Bernadette Lizet, La Bête noire. À la recherche du cheval parfait », Annales de Géographie, vol. 99, no 553,‎ décembre 1990, p. 355-356. Compte-rendu de l'ouvrage de Bernadette Lizet
- Bernadette Lizet, « Sur le terrain de concours ou l’ethnologue comme acteur social », Terrain, no 15,‎ 1990, p. 145-155
- Bernadette Lizet, « Chevaux et systèmes agricoles du Nivernais à la fin du siècle des lumières », Terrain,‎ 2006 (lire en ligne, consulté le 11 mars 2011)